# Ferran Escoda i Fortuño
Ferran Escoda i Fortuño   (Barcelona, 24 de maig de 1960) és un periodista i escriptor català.

## Obra publicada
Descripció i viatges
- El Baix Camp. Barcelona: Dissenys culturals, 1994

Narrativa
- Teoria de la barra. Barcelona: Columna, 1994

Poesia
- Crònica de les transpiracions. Barcelona: Columna, 1987
- El mal de la ubiqüitat. Lleida: Pagès, 2011

## Premis i reconeixements
- Premi Vila de Martorell de poesia 1987 per a Crònica de les transpiracions.
- Premi Maria Mercè Marçal 2011 per a El mal de la ubiqüitat[2]